# Glenea waigiouensis
Glenea waigiouensis là một loài bọ cánh cứng trong họ Cerambycidae.